# Roadsworth
Roadsworth est le nom d'artiste de Peter Gibson. Originaire de Toronto, il vit à Montréal et réalise des œuvres intimement liées à l'environnement urbain.

## Biographie
D'abord graffitiste, Roadsworth s'est ensuite réorienté vers l'intervention artistique. À l'aide de pochoirs et de canettes de peinture, il place des images ici et là sur les trottoirs et les rues. Après une période d'ajustement, une complicité s'est établie entre l'artiste et sa ville.

« Avec de grands pochoirs, Peter Gibson va sur le terrain. Il veut, grâce à son art, créer un élément de surprise dans l'espace public. Il puise son inspiration chez les gens qui remettent en question le pouvoir et l'injustice. »

## Peintures de rues
- Saillies de trottoir de Rosemont à Montréal[5]

## Film
En 2008, Alan Kohl a réalisé un film sur son œuvre, Roadsworth : Crossing the line.

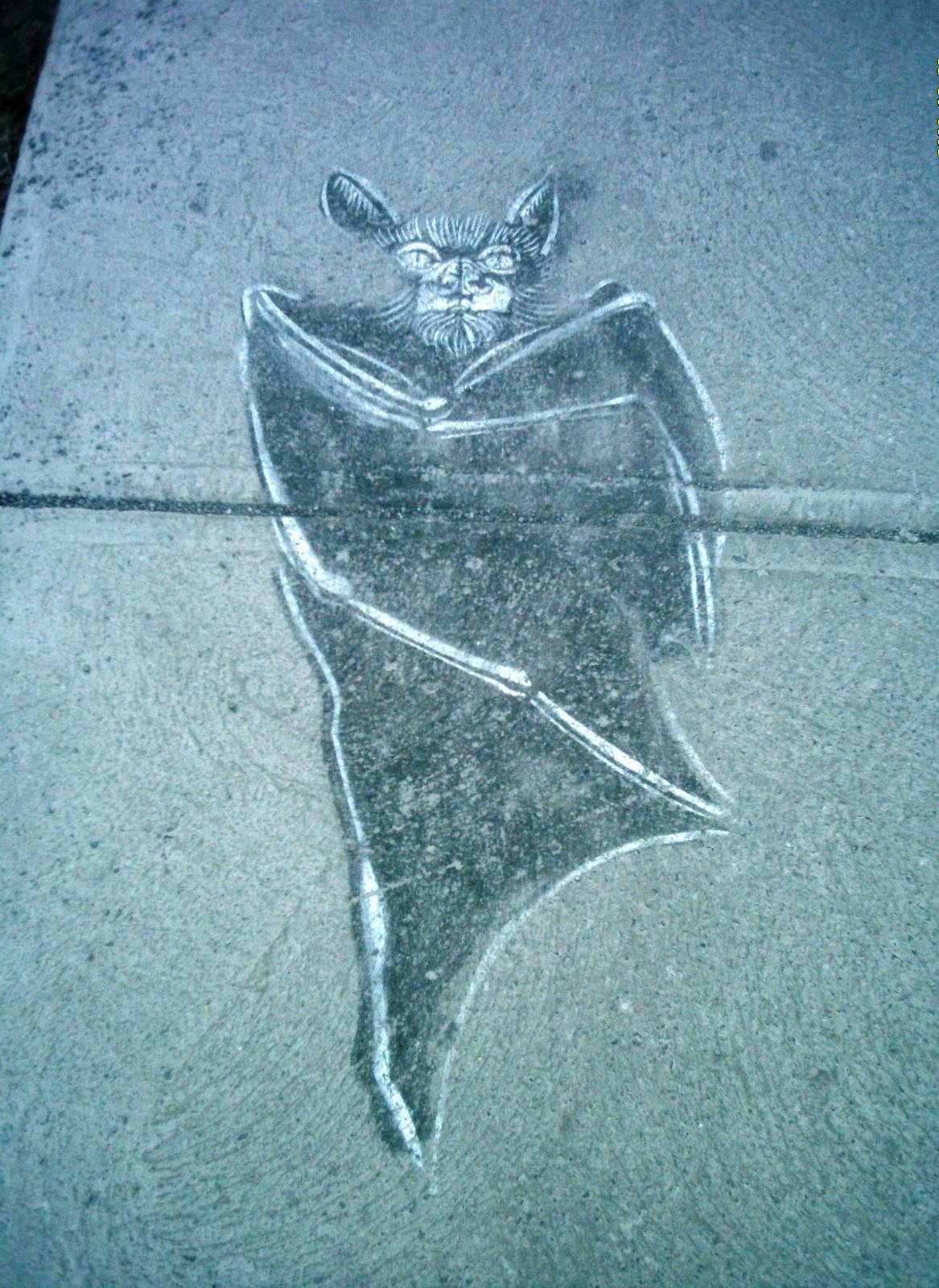
Image peinte sur un trottoir
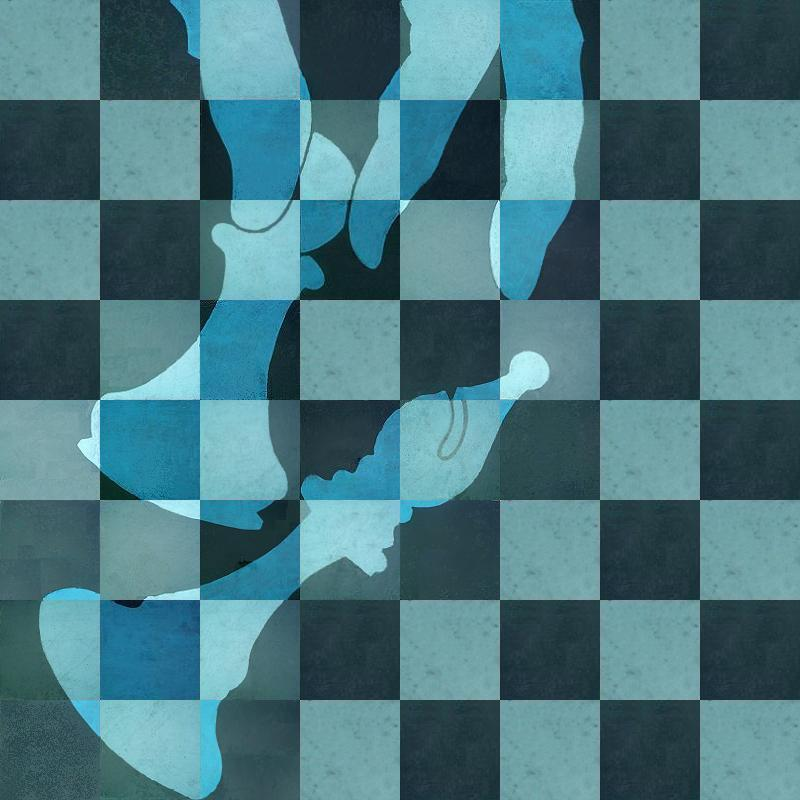
Damier à la place Émilie-Gamelin